# Billy Bat
Billy Bat (яп. ビリーバット, Birī Batto, укр. Біллі Бет) — японська манґа, написана Наокі Урасавою і Такаші Нагасакі. З жовтня 2008 року по серпень 2016 року вона випускалася в щотижневому журналі Morning, і видання Kodansha зібрало розділи твору в 20 томів-танкобонів. Це історія про художника коміксів Кевіна Ямагату, який малює популярний детективний серіал «Біллі Бет». Коли він дізнається, що, можливо, несвідомо скопіював персонажа із зображення, яке бачив під час служби в окупованій Японії, він повертається до Японії, щоб отримати дозвіл на його використання від його оригінального творця. Однак, прибувши туди, він потрапляє в павутину вбивств, приховування фактів і пророцтв, які ведуть до Біллі Бета.
Біллі Бет отримав премію Lucca Comics Award 2012 за найкращий серіал і премію Max & Moritz 2014 за найкращий міжнародний комікс.

## Сюжет
Кевін Ямагата народився в сім'ї японських іммігрантів у Каліфорнії в 1920-х роках, а під час Другої світової війни працював перекладачем у військах союзників у Японії. Після війни він став автором коміксів, і до 1949 року його серія «Біллі Бет» про приватного детектива у світі, населеному тваринами, стала величезним хітом, популярність якого конкурує з найбільшими виданнями DC Comics. Його комфортне життя було зіпсоване, коли поліція використовує його квартиру для спостереження, і один із них зауважує, що його робота дуже схожа на японську манґу. Кевін жахається, що, можливо, підсвідомо сплагіатив твір, який бачив у Японії, і негайно припиняє роботу над коміксом, щоб повернутися і провести розслідування.
Повоєнна Японія — не найлегше місце для пошуків: скрізь солдати, а багато місцевих жителів живуть у злиднях. Щоб кудись потрапити, йому доводиться знову записатися на службу до американських військ і носити уніформу, що, звісно, зменшує ймовірність того, що люди будуть йому заважати. Однак це найменша з його проблем, коли він відстежує джерело зображення Біллі Бета.

## Персонажі
- Кевін Ямагата (яп. ケヴィン・ヤマガタ, Kevin Yamagata): Японсько-американський художник коміксів, який малює популярний детективний серіал «Біллі Бет». Коли він дізнається, що, можливо, несвідомо скопіював персонажа з зображення, яке він бачив під час служби в окупованій Японії, він повертається до Японії, щоб отримати дозвіл на використання Біллі Бета від його оригінального творця. У коміксах Кевіна здебільшого зображені антропоморфні тваринні персонажі, такі як собаки чи миші. Пізніше його комікси про Біллі Бета стають своєрідним пророцтвом, різноманітні сюжети яких точно передбачають майбутні світові події.
- Джекі Момоті (яп. ジャッキー・モモチ, Jakkī Momochi): Дівчина, на яку мимоволі вплинув Біллі Бет. Вона є нащадком клану Момоті з Іга-рю.
- Кевін Гудмен (яп. ケヴィン・グッドマン, Kevin Guddoman): Він грає роль у вбивстві Джона Кеннеді, під час якого його врятував Кевін Ямагата від пострілу. В результаті дій Ямагати куля вбивці потрапила і вбила замість нього Джона Кеннеді. Як і інші персонажі, хлопчик також бачить кажана, а його каракулі дають уявлення про майбутнє вбивство Кеннеді. Зрештою, він виріс, і його пригоди починаються у 1981 році, коли він був студентом Прінстонського університету, штат Нью-Джерсі.
- Агент Сміт (яп. スミス, Sumisu): Таємничий чоловік, який стверджує, що працює на ЦРУ. Він допомагає Кевіну розслідувати міф про кажана. Намагаючись врятувати Кевіна від невідомого вбивці, він зникає. Він з'являється у 1981 році, постарілий, без лівого ока, і рятує Кевіна Гудмена від фальшивого поліцейського, який збирався застрелити Кевіна.
- Біллі Бет (яп. ビリーバット, Birī Batto): Нібито балакучий антропоморфний кажан, який є зіркою кількох серій детективних коміксів протягом 20-го століття. Його справжнє походження і цілі складають головну таємницю сюжету. Сам Франциск Ксав'єр якось згадував про кажана, не будучи впевненим, чи була ця істота ангелом, демоном, чи, можливо, і тим, і іншим. Зофу, з іншого боку, стверджує, що існує два кажани, один білий, а інший чорний. Коли з'являється білий кажан, він завжди говорить заплутані речі, а коли з'являється чорний кажан, він маніпулює людьми, змушуючи їх робити погані вчинки; проте пізніше Альберт Ейнштейн стверджував, що білому кажану не можна довіряти, і він знищить всіх, кому він «допомагає».

### Історичні персонажі та місця
- Юда Іскаріот: Один з дванадцяти апостолів Ісуса Христа, найбільш відомий тим, що зрадив Ісуса. Він побачив, як Ісус зцілив когось, запитав його, чи він «Помазаник», а потім запитав його: «Якщо ти бачив Бога раніше, то якої він форми?». Ісус намалював символ Біллі Бета.
- Франциск Ксав'єр (7 квітня 1506 — 3 грудня 1552): Католицький святий та чудотворець, співзасновник Товариства Ісуса. Він очолював велику місію в Азії.
- Лі Гарві Освальд (18 жовтня 1939 — 24 листопада 1963) був, згідно з чотирма урядовими розслідуваннями, відповідальним за вбивство Джонна Кеннеді. Освальд відіграє велику роль у манзі.
- Провінція Іґа: Історична провінція Японії на території сучасної префектури Міє. Відома своїм кланом ніндзя. Провінції Іґа та Кока вважаються батьківщиною ніндзюцу.
- Джордж де Мореншильд (17 квітня 1911 — 29 березня 1977) був нафтовим геологом і професором, який подружився з Лі Гарві Освальдом влітку 1962 року і підтримував цю дружбу до самої смерті Освальда. Він був особисто знайомий з родиною Бувьє, в тому числі з Жаклін Кеннеді, дружиною президента, коли вона була ще дитиною.
- Джон Кеннеді (29 травня 1917 — 22 листопада 1963) був 35-м президентом Сполучених Штатів до свого вбивства 22 листопада 1963 року. Існує багато теорій щодо його насильницької смерті.
- Ніл Армстронг (5 серпня 1930 — 25 серпня 2012): Перша людина, яка ступила на Місяць. У манзі він виявляє символ кажана після того, як ступив на Місяць.
- Альберт Ейнштейн (14 березня 1879 — 18 квітня 1955): Фізик, найвідоміший вчений в історії, найбільш відомий завдяки загальній та спеціальній теоріям відносності.
- Адольф Гітлер (20 квітня 1889 — 30 квітня 1945): Сумнозвісний лідер Нацистської Німеччини напередодні та під час Другої світової війни. У манзі він зустрічається з Ейнштейном.

## Виробництво
Давні співробітники Наокі Урасава та Такаші Нагасакі чотири роки працювали над сюжетними ідеями для Біллі Бета. Нагасакі описав цей процес такими словами: «Люди часто думають, що він пітчер, а я кетчер, але в наших обговореннях цієї історії я був пітчером, він — б’ючим». Однією з речей, про яку вони думали, починаючи серіал, була можливість Біллі Бета бути схожим на Ісуса Христа з давньою таємницею навколо цього. Нагасакі також зацікавився ідеєю мати «найперше зображення Бога, яке коли-небудь бачили люди» — символ Біллі Бета. Говорячи про таємницю символу, Урасава сказав, що «історія людства пов'язана з такими речами [символами], і вони завжди були вираженням і джерелом культури. Вони неодноразово виявляли добро і зло в людях і спрямовували їх на добрі та погані шляхи».
Післявоєнна японська обстановка Біллі Бета була частково натхненна книгою Девіда Піса 2007 року «Tokyo Year Zero». Нагасакі сказав, що Піс «так добре розповів історію післявоєнної Японії... як японці, ми не могли дозволити англійцю розповісти нашу історію краще за нас. Мене це трохи стурбувало». Вважаючи, що молоді японці не знають про цей період і що суспільство повністю про нього забуло, Нагасакі та Урасава хотіли зосередитися на післявоєнній Японії, щоб показати, як країна піднялася після Другої світової війни. Урасава сказав: «Я не очікую, що люди використовуватимуть цю манґу для вивчення історії, але я сподіваюся привернути увагу до того періоду». Іншим джерелом натхнення став інцидент Шімояма, який згадується в манзі, щоб підкреслити нестабільність епохи. Нагасакі сказав: «В Японії залишається загадкою, чи це було самогубство, чи вбивство. Ходили навіть чутки, що за цим стоять чи то комуністи, чи то штаб. Але ми не знаємо. І Японія піднялася з такого мороку».
Нагасакі припустив, що Урасава хотів розповісти історію Волта Діснея за допомогою серіалу, але сказав, що він особисто не має наміру цього робити. У 2019 році Урасава заявив, що він має невеликі занепокоєння щодо публікації Біллі Бета англійською мовою, тому що «великі анімаційні чи кіностудії можуть образитися або, можливо, виявити деякі неіснуючі подібності між моєю та їхніми роботами».
Перші два розділи манґи намальовані як вигаданий американський комікс про Біллі Бета, який з'являється в серіалі, в тому числі надруковані в повному кольорі з коричневими краями, щоб імітувати старіння паперу. Хоча вони отримали негативну реакцію від читачів в Інтернеті, Урасава вважав, що багато людей також підозрювали, що це був «трюк», і що він не буде продовжувати це в такому стилі. Урасава пояснив: «Я хочу поекспериментувати зі свободою перемикатися між стилями та сюжетними лініями; я не забігаю надто далеко вперед в сюжеті; я хочу побачити, чи зможу я змусити читачів слідувати за мною. Таким чином, я, можливо, зможу просунутися далі».

## Публікація
Біллі Бет, написаний Наокі Урасавою та Такаші Нагасакі, був оголошений у номері 45 журналу «Morning» видавництва Kodansha у 2008 році. Це перша велика манґа Урасави, видана не Shogakukan, а іншою компанією. Перший розділ було опубліковано в наступному випуску 16 жовтня 2008 року, а останній — 18 серпня 2016 року.

### Список томів
| №  | Дата виходу       | ISBN                   |
| -- | ----------------- | ---------------------- |
| 1  | 23 червня 2009    | ISBN 978-4-06-372812-5 |
| 2  | 20 листопада 2009 | ISBN 978-4-06-372853-8 |
| 3  | 23 березня 2010   | ISBN 978-4-06-372888-0 |
| 4  | 23 липня 2010     | ISBN 978-4-06-372922-1 |
| 5  | 22 листопада 2010 | ISBN 978-4-06-372955-9 |
| 6  | 23 травня 2011    | ISBN 978-4-06-387001-5 |
| 7  | 22 липня 2011     | ISBN 978-4-06-387037-4 |
| 8  | 23 лютого 2012    | ISBN 978-4-06-387078-7 |
| 9  | 23 травня 2012    | ISBN 978-4-06-387109-8 |
| 10 | 21 вересня 2012   | ISBN 978-4-06-387141-8 |
| 11 | 22 березня 2013   | ISBN 978-4-06-387196-8 |
| 12 | 23 серпня 2013    | ISBN 978-4-06-387230-9 |
| 13 | 22 листопада 2013 | ISBN 978-4-06-387272-9 |
| 14 | 23 квітня 2014    | ISBN 978-4-06-388326-8 |
| 15 | 22 вересня 2014   | ISBN 978-4-06-388360-2 |
| 16 | 23 березня 2015   | ISBN 978-4-06-388427-2 |
| 17 | 21 серпня 2015    | ISBN 978-4-06-388487-6 |
| 18 | 22 грудня 2015    | ISBN 978-4-06-388548-4 |
| 19 | 23 червня 2016    | ISBN 978-4-06-388609-2 |
| 20 | 23 вересня 2016   | ISBN 978-4-06-388643-6 |

## Сприйняття
Біллі Бет отримав нагороду за найкращий серіал на Lucca Comics Awards 2012 в Італії. Німецький випуск отримав премію Макса та Моріца 2014 року за найкращий міжнародний комікс. В Японії перший том став п'ятою за кількістю продажів манґою за тиждень виходу, продано понад 145 000 примірників.
Крістоф Марк з Daily Yomiuri назвав перші два розділи, схожі на Діка Трейсі, які намальовані як вигаданий комікс Біллі Бет у серіалі, «оновлюючою зміною темпу», але зауважив, як фанати в Інтернеті сприйняли їх негативно. Розмовляючи з Марком, Нагасакі висловив думку: «Якщо б ми продовжили працювати з [видавцем] Shogakukan, я думаю, що наші читачі погодилися б з іншим стилем Урасави для Біллі Бета. Але після того, як ми перейшли до Kodansha, я думаю, що ми втратили купу читачів під час першої пари історій. Є манґаки, які хочуть зробити комікс в американському стилі, але нікому це не вдалося».
Anime News Network описав Біллі Бет як такий, що має вплив американського нуару, з його крутим детективним коміксом та «приголомшливій двозначності кажана та сюжету». Через те, що йдеться про роботу автора коміксів, вони порівняли його з Бакуманом, але написали, що Біллі Бет використовує формат трилера, «щоб сказати щось менш традиційне та більш суперечливе». Anime News Network також відзначив, як дії персонажів в історії віддзеркалюють «безглузді кроки, що пригнічують творчість», які компанія Walt Disney робить щодо своїх власних творів. Марк Саммут з Comic Book Resources назвав Біллі Бет «захоплюючою манґою, яка поєднує в собі популярні теорії змови та захопливу таємницю, щоб створити оповідь, яка згинається та закручується, здавалося б, на кожній другій сторінці». Він зазначив, що сюжет «дещо розфокусований» протягом 165 розділів, але його перша половина «неймовірно сильна і має кілька чудових сюжетних арок».